# BTTC Grün-Weiß Berlin
Der BTTC Grün-Weiß Berlin ist ein Tennis- und Tischtennisverein aus Berlin. Die Tischtennis-Herrenmannschaft gehörte in den 1950er Jahren zu den besten deutschen Teams. Der Verein wurde am 5. Juni 1947 gegründet.
Vor dem Zweiten Weltkrieg gab es auch einen Verein Grün-Weiß Berlin, der etwa im Radsport aktiv war, aber mit dem hier beschriebenen BTTC Grün-Weiß Berlin nicht gemein hat.

## Tischtennis
In den 1950er Jahren spielte die Herrenmannschaft in der Oberliga, damals die höchste Spielklasse in Deutschland. Dreimal qualifizierte sie sich für die Teilnahme an der Endrunde zur deutschen Meisterschaft, konnte jedoch niemals den Titel erringen. 1952 wurde sie Dritter, 1956 verlor sie im Endspiel gegen den TTC Mörfelden und 1957 kam sie auf Platz vier.
Bei der Endrunde DMM 1951/52 in Wiesbaden spielten Arnold Ring, Haedecke, Heinz Raack, Helmut Deutschland, Max Scherek, Götz Meschede. Das Finale 1956 in Köln bestritten Heinz Raack, Günter Lombard, Lothar Franke, Lutz Sedatis, Max Scherek, Arnold Ring. 1957 kämpften in München die Herren Günter Matthias, Arnold Ring, Heinz Raack, Günter Lombard, Lutz Sedatis, Lothar Franke.
1963 musste das Team aus der Oberliga absteigen.
Auch die Damenmannschaft spielte in den 1960er Jahren in der Oberliga, 1965 wurde sie komplett vom Spielbetrieb zurückgezogen.